# Bilanga
Pour les articles homonymes, voir Bilanga (homonymie).
Ne doit pas être confondu avec Bilanga-Yanga ou Bilanga-Yanga-Peulh.
Cet article concerne le village chef-lieu. Pour le département et la commune rurale, voir Bilanga (département).
Bilanga est un village du département et la commune rurale de Bilanga, situé dans la province de la Gnagna et la région de l’Est au Burkina Faso.

## Géographie

### Situation et environnement
Bilanga se trouve à 21 km au sud-est de Piéla.

### Démographie
- En 2003, le village comptait 3 470 habitants estimés[2].
- En 2006, le village comptait 3 893 habitants recensés[1] : données du recensement général de la population et de l'habitat de 2006.

## Transports
Le village est traversé par la route nationale 18, à 52 km de Bogandé, chef-lieu de la province.

## Santé et éducation
Bilanga accueille un centre de santé et de promotion sociale (CSPS).
Le village possède deux écoles primaires publiques (A et B).